# Lars Eriksson
Lars „Lasse“ Eriksson (* 21. September 1965 in Stockholm) ist ein ehemaliger schwedischer Fußballspieler, der im Anschluss an seine aktive Laufbahn als Torwarttrainer und Funktionär tätig war. Der Torwart nahm mit der schwedischen Nationalmannschaft an zwei Weltmeisterschafts- und einer Europameisterschaftsendrunde teil.

## Werdegang

### Karrierebeginn in Schweden und Nationalmannschaft
Eriksson schloss sich im Alter von zwölf Jahren der Jugend von Hammarby IF an. In der Folge durchlief er die einzelnen Jugendmannschaften des Klubs und rückte als Ersatzmann in den Kader der Erstligamannschaft auf. In der Spielzeit 1986 debütierte er für den Stockholmer Verein in der Allsvenskan. Nachdem er in den ersten beiden Jahren mit der Mannschaft um Spieler wie Ulf Eriksson, Thomas Lundin oder Peter Gerhardsson Plätze im mittleren Tabellenbereich der höchsten schwedischen Spielklasse belegt hatte, rückte er ins Blickfeld von Nationaltrainer Olle Nordin. Am 12. Januar 1988 debütierte er anlässlich eines Vier-Nationen-Turniers in Spanien bei einem 4:1-Erfolg über die DDR-Auswahlmannschaft im Jersey der schwedischen Nationalmannschaft, bei dem ihn einzig Andreas Thom überwinden konnte. In der Nationalelf blieb ihm jedoch in der Folge hauptsächlich die Rolle des Ersatzmanns oder Zuschauers beschieden, da ihm mit Jan Möller und insbesondere Thomas Ravelli starke Konkurrenz gegenüberstand.
Am Ende der Spielzeit 1988 verpasste Eriksson mit dem Klub als Tabellenletzter den Klassenerhalt. Daraufhin wechselte er innerhalb der Liga zu IFK Norrköping. Mit seinem neuen Arbeitgeber erreichte er als Tabellenzweiter hinter Malmö FF die Meisterschaftsendrunde. An der Seite von Jan Hellström, Patrick Andersson, Jonas Lind, Jonny Rödlund und Sulo Vaattovaara gehörte er zu den Stammspielern, die dort mit der Mannschaft das Endspiel erreichten. Dort erzwang Göran Holter mit seinem Tor zum 1:0-Auswärtserfolg im Rückspiel nach einer 0:2-Niederlage zum Auftakt ein Entscheidungsspiel. Dieses endete 0:0-Unentschieden, so dass im Elfmeterschießen die Entscheidung fallen musste. Mit Eriksson im Tor triumphierte IFK Norrköping nach vier verwandelten Elfmetern mit 4:3. Durch seine guten Saisonleistungen kam er im Sommer des Jahres zu seinem zweiten Länderspieleinsatz, kassierte jedoch bei der 0:6-Niederlage gegen Dänemark ein halbes Dutzend Tore. Dennoch gehörte er im folgenden Jahr hinter Thomas Ravelli und Sven Andersson zu den drei Torhütern beim Weltmeisterschaftsturnier 1990, blieb dort jedoch ohne Einsatz.
Im Sommer 1991 holte Eriksson mit IFK Norrköping den zweiten Titel seiner Spielerkarriere. Im Råsundastadion besiegte er mit dem KLub Östers IF mit 4:1. Auch der neue Nationaltrainer Tommy Svensson setzte auf ihn als ersten Ersatzmann für Ravelli in der Nationalmannschaft. Insbesondere bei Freundschaftsländerspielen kam er zum Einsatz, gehörte aber auch beim in Schweden stattfindenden Europameisterschaftsturnier 1992 zum Kader. Als Bankdrücker erreichte er mit der Auswahlmannschaft das Halbfinale, in dem sich Deutschland durchsetzte. Im selben Jahr dominierte er mit dem Klub die reguläre Spielzeit in der Allsvenskan. In der Endrunde schwächelte die Mannschaft und musste sich mit der Vizemeisterschaft hinter AIK begnügen. Auch in den folgenden Jahren erzielte er mit dem Klub gute Resultate und qualifizierte sich mit der Mannschaft regelmäßig für den UEFA-Pokal. In der Nationalmannschaft gehörte er weiterhin zum Kader, so dass ihn Svensson als Ersatzmann auch für die Weltmeisterschaft 1994 berücksichtigte. Auch bei seiner dritten Turnierteilnahme blieb er jedoch ohne Einsatzzeit. Bei den Länderspielen im Anschluss an das Turnier gehörte er noch zum Kader und kam auch zu seinem 17. Länderspieleinsatz, anschließend beerbte ihn Bengt Andersson als zweiter Torwart hinter Ravelli.
In der Spielzeit 1995 geriet Eriksson mit seiner Mannschaft in Abstiegsgefahr. Als Tabellenzwölfter hatte der Klub zwar zwei Punkte Vorsprung auf den von Hammarby IF belegten letzten Abstiegsplatz, musste jedoch in zwei Relegationsspielen gegen den Göteborger Klub GAIS antreten. Zwar entschied Erikssons Klub mit einem Gesamtscore von 2:1 die Entscheidungsspiele für sich, er entschied sich jedoch zum Vereinswechsel nach Saisonende.

### Wechsel ins Ausland und Rückkehr nach Schweden
Im November 1995 heuerte Eriksson beim belgischen Klub Sporting Charleroi an, der ihn zunächst bis zum Beginn der kommenden Allsvenskan-Spielzeit auslieh. Sein Aufenthalt in der belgischen Ersten Division währte nur kurz. Nach Ablauf des Leihvertrags bemühte sich zwar der Klub um eine dauerhafte Verpflichtung des Spielers, mittlerweile hatte dieser jedoch ein Angebot aus Südeuropa erhalten.
Eriksson schloss sich Ende März 1996 dem FC Porto an, wo er als potentieller Nachfolger des portugiesischen Nationaltorwarts Vítor Baía, der seinen Abschied zum FC Barcelona bekannt gegeben hatte, gehandelt wurde. Unter Trainer António Oliveira kam es jedoch in der Spielzeit 1996/97 zu einem Vierkampf zwischen Eriksson, Henrique Hilário, Silvino de Almeida Louro und Andrzej Woźniak, wobei insbesondere der junge Nachwuchstorwart Hilário zum Einsatz kam. Zur Spielzeit 1997/98 verpflichtete der Klub mit Rui Correia, der zeitweise dem Kader der portugiesischen Nationalmannschaft angehört hatte, einen neuen Torhüter. Dieser etablierte sich auf Anhieb als Stammspieler und konnte trotz zahlreicher Gegentore seinen Platz behaupten, so dass Eriksson lediglich als Ersatzspieler zu Spielzeit kam und sich 1998 zum Vereinswechsel entschied.
Eriksson kehrte nach Schweden zurück und unterschrieb bei seinem Heimatverein Hammarby IF. Dort war er jedoch zunächst hinter Per Fahlström lediglich Ersatzmann. Als dieser im Sommer nach Dänemark wechselte, beerbte er ihn jedoch als Stammtorwart. Im Laufe der Spielzeit 2000 stieg er zudem zum Mannschaftskapitän auf. In dieser Funktion war er auch wegen seiner guten Leistungen ein Garant, dass der Klub in der folgenden Spielzeit mit den Spielern um Suleyman Sleyman, Andreas Hermansson, Kennedy Bakırcıoğlu, Peter Markstedt, Jonas Stark und Christer Fursth den erstmals ausgegebenen Lennart-Johansson-Pokal für den schwedischen Landesmeister holte. Mit diesem Erfolg beendete er seine aktive Laufbahn.
Als Torwarttrainer wurde Eriksson direkt Mitglied des Trainerstabes des Vereins. Bis 2007 begleitete er in dieser Funktion die Geschicke der Mannschaft, die jedoch nicht mehr an den großen Erfolg anknüpfen konnte. Anschließend rückte er ins Management des Klubs auf und bedeckte die Funktion des Sportchefs. Im Mai 2009 trennte sich der Klub von ihm.

## Erfolge
- Schwedischer Meister: 1989, 2001
- Schwedischer Pokalsieger: 1991, 1994
- Portugiesischer Meister: 1997, 1998

| Personendaten    | Personendaten                |
| ---------------- | ---------------------------- |
| NAME             | Eriksson, Lars               |
| ALTERNATIVNAMEN  | Eriksson, Lasse (Spitzname)  |
| KURZBESCHREIBUNG | schwedischer Fußballtorhüter |
| GEBURTSDATUM     | 21. September 1965           |
| GEBURTSORT       | Stockholm                    |